# Xã Rosedale, Quận Mahnomen, Minnesota
Xã Rosedale (tiếng Anh: Rosedale Township) là một xã thuộc quận Mahnomen, tiểu bang Minnesota, Hoa Kỳ. Năm 2010, dân số của xã này là 135 người.